# Anaschisma (paleontologia)
L'anaschisma (gen. Anaschisma) è un anfibio estinto, appartenente ai temnospondili. Visse nel Triassico superiore (Carnico, circa 235 - 221 milioni di anni fa) e i suoi resti fossili sono stati ritrovati in Nordamerica.

## Descrizione
Questo animale è noto solo per resti molto parziali, essenzialmente materiale cranico; ciò ha comunque permesso di confrontarlo con animali simili ma meglio conosciuti, come Metoposaurus. Si suppone che Anaschisma fosse un grande anfibio dal grande cranio appiattito, dotato di orbite in posizione avanzata e rivolte verso l'alto; probabilmente il corpo assomigliava a quello di un'enorme salamandra; sembra che Anaschisma potesse superare i due metri di lunghezza. È possibile che Anaschisma si differenziasse da altri metoposauri nordamericani (ad esempio Koskinonodon) a causa della forma delle corna tabulari che rendevano peculiare l'incisura otica, poco profonda.

## Classificazione
Il genere Anaschisma venne descritto per la prima volta nel 1905 da E. B. Branson, sulla base di due crani parziali ritrovati nella formazione Popo Agie in Wyoming; Branson istituì due differenti specie per questi crani, Anaschisma browni e A. brachygnatha, sulla base di presunte differenze nella struttura delle mascelle e del cranio. Successivi studi hanno indicato che questo genere di grossi anfibi apparteneva con tutta probabilità alla famiglia Metoposauridae, comprendente temnospondili di grandi dimensioni e dal capo eccezionalmente appiattito, tipici del Triassico superiore. In anni più recenti Anaschisma è stato considerato un genere di dubbia identità, a causa della scarsità di caratteri distintivi rispetto ad altre specie di metoposauridi. Resti fossili in precedenza attribuiti ad Anaschisma sono stati in seguito attribuiti ad altri generi, come Koskinonodon e Apachesaurus.